# Priener Hütte
Die Priener Hütte ist eine Alpenvereinshütte der Sektion Prien des Deutschen Alpenvereins in 1410 m ü. NHN Höhe auf der Westseite des Geigelsteins unterhalb der Oberkaseralm. Sie befindet sich in den Chiemgauer Alpen auf dem Gemeindegebiet von Aschau im oberbayerischen Landkreis Rosenheim. Die Priener Hütte ist ein bekanntes und beliebtes Ausflugsziel unweit der Staatsgrenze zu Tirol.
Das Schutzhaus ist ganzjährig geöffnet und bietet zu jeder Jahreszeit eine willkommene Rast, im Sommer bei einer Bergwanderung und im Winter bei einer Skitour. Bei geeigneten Verhältnissen wird der Hüttenweg von Sachrang geräumt, sodass man zu Fuß zur Hütte aufsteigen und mit Rodeln abfahren kann. Für Bergsteiger ist die Priener Hütte ein bedeutender Stützpunkt auf größeren Touren durch die Chiemgauer Alpen und auf dem Weitwanderweg Königssee-Bodensee, dem Maximiliansweg.

## Geschichte
1913 kamen erste Pläne der Sektion Prien des DuOeAV auf, am Geigelstein eine Unterkunftshütte zu bauen. Erst 1924 konnte nach langer Suche eines geeigneten Standortes und dem Aufbringen der erforderlichen Finanzmittel mit dem Bau begonnen werden. Nur durch die Unterstützung des Hauptvereins konnte am 10. August 1930 die Priener Hütte endlich eröffnet werden. Die stetig steigenden Besucherzahlen brachten mehrere Einbrüche und Diebstähle mit sich, 1938 entschloss man sich, die Hütte ganzjährig zu bewirtschaften. Bis 1960 blieb die Hütte eine kleine, gemütliche Bergsteigerunterkunft, als man dem Zeitgeist entsprechend umbaute. Die Arbeiten waren umfassend und veränderten das Gesicht der Hütte so stark, dass man sie am 27. Juni 1964 erneut einweihte. Nach einem weiteren Ausbau 1974 bot das Schutzhaus mehr Komfort und über 100 Schlafplätze sowie eine moderne Großküche und Duschen.
2021 wurde die Bettenkapazität der Hütte im Zuge einer Neuausrichtung zurück zum ursprünglichen Berghüttencharakter auf 71 Plätze reduziert.

## Zugänge
- Von Huben (710 m, Parkplatz) über die Schreckalm, leicht, Gehzeit: 2½ Stunden.
- Von Sachrang (740 m, gebührenpflichtiger Parkplatz) über den Hüttenweg, leicht, Gehzeit: 2½ Stunden.
- Von Walchsee (700 m, gebührenpflichtiger Parkplatz) über Baumgartenalm, leicht, Gehzeit: 3 Stunden.
- Von Ettenhausen (600 m, bei Schleching) über Wuhrsteinalm und Wirtsalm, leicht, Gehzeit: 3½ Stunden.

## Übergänge
- Wandberghaus (1350 m) über die Ackeralm, leicht, Gehzeit: 1 Stunden.
- Spitzsteinhaus (1265 m) über Sachrang (740 m), leicht, Gehzeit: 4 Stunden.
- Bewirtschaftete private Hütten: Wuhrsteinalm, Roßalm, Haidenholzalm, Sulzingalm.

## Gipfelbesteigungen
- Geigelstein (1813 m) über Westflanke, leicht, Gehzeit: 1 Stunde.
- Breitenstein (Chiemgauer Alpen) (1661 m) über Nordflanke, leicht, Gehzeit: 45 Minuten.
- Hochköpfl (1540 m), unmarkiert, teilweise weglos, Gehzeit: 45 Minuten.
- Mühlhörndl (1520 m), unmarkiert, teilweise weglos, Gehzeit: 1 Stunde.
- Weitlahnerkopf (1615 m) über Roßalm, leicht, Gehzeit: 1½ Stunden.